# Acrothamnus colensoi
Acrothamnus colensoi is een soort uit de heidefamilie (Ericaceae). De soort is endemisch in Nieuw-Zeeland, waar deze voorkomt op het Zuidereiland en op het Noordereiland ten zuiden van de Kaingaroa Plain. Hij groeit in montane en alpiene gebieden die zich uitstrekken tot lagere hoogtes in het zuidelijke bereik van zijn verspreidingsgebied, waar hij aangetroffen wordt tussen struikgewas, graslanden en veenmoerassen.